# Obsidian Cliff
Obsidian Cliff i Yellowstone National Park, Wyoming, er et markant, skovklædt klippeparti med forhistoriske stenbrud, hvorfra indianere fra flere forskellige kulturer gennem årtusinder hentede eller fik obsidian. Klippen var et af de mest benyttede steder at bryde sten til forarbejdning,:v  og obsidian herfra er fundet bl.a. i det sydlige Canada, Colorado, Washington og Ohio.
Obsidian Cliff dækker et område på over 14 km2,:4  men regnes for ét vidtstrakt, forhistorisk stenbrud,:v  der betegnes (48YE433).
Som en del af Yellowstone National Park har Obsidian Cliff været forskånet for uoprettelige, menneskelige påvirkninger:64  siden 1872.:27  Klippeområdet blev optaget som et National Historic Landmark i 1996.:1  Det skete navnlig på grund af dets betydning som en kilde til et vigtigt råmateriale brugt af en stribe amerikanske naturfolk spredt over et vidt område gennem flere årtusinder.:22 

## Obsidian Cliff
Obsidian Cliff ligger i Middle Rocky Mountains i det nordvestligste Wyoming. Klippen blev dannet under et vulkanudbrud for ca. 180.000 år siden. Ved hurtig afkøling blev tyndere eller tykkere lag af en tyk strøm af flydende lava omdannet til obsidian af høj kvalitet.:4  Obsidianets farver spænder fra den fremherskende sorte farve til rød, grøn og marmoreret.:5  Stenen har en unik kemisk sammensætning og tørhedsgrad, der gør det muligt at skelne den fra obsidian, der stammer fra andre områder.:vi 
For omkring 13.000 år siden kom Obsidian Cliff til syne efter at have været dækket af en iskappe, og senest 2.000 år senere opdagede de indfødte den og udnyttede dens rige natur-resurse.:15 

## Obsidianet – taget fra overfladen og hugget fri i stenbrud
Obsidianet findes som løse håndsten på overfladen,:60  og visse steder skyder det frem af klippen i blokke, hvor det er let tilgængeligt.:7 
Spredt på Obsidian Cliff er der fundet over 50 regulære stenbrud. De varierer fra små, runde stenbrud med op til en halv meters dybde:8  til 1,5 meter dybe og grøftagtige udgravninger på 35 meters længde og 1,75 meters bredde.:9 

## Spredningen af sten fra Obsidian Cliff
Obsidian fra Obsidian Cliff nåede ud til en række oprindelige folkeslag med forskellige religioner, levemåder og styreformer gennem flere kulturperioder.:17  Forarbejdede sten eller stenflækker fra Obsidian Cliff er fundet i Colorado, Idaho, Illinois, Michigan, North Dakota, Ohio, Wisconsin:4  og det nordøstlige Washington. I Canada nåede stenene frem til det sydlige Alberta og Saskatchewan via handel eller på anden vis.:55 

## Obsidian Cliff efter Wolf Lake Fire i 1988
Samtlige forhistoriske stenbrud på Obsidian Cliff og levnene i forbindelse med disse led mere eller mindre skade under skovbranden i Yellowstone National Park i 1988. Obsidian på overfladen splintrede i varmen, og efterladte redskaber af organisk materiale gik tabt i ilden,:v  der brændte med forskellig intensitet over næsten hele Obsidian Cliff.:27 